# 高城町古墳群
高城町古墳群（たかじょうちょうこふんぐん）は宮崎県都城市にある古墳群。宮崎県指定史跡（昭和10年に指定）。都城市高城町の、大井手字牧原・立喰、石山字川原田・鳥居原・柿木原、有水字西原・西久保の広域に分布している。前方後円墳3基と円墳19基の合計22基が宮崎県指定史跡になっている。この他に史跡未指定の円墳が1基ある。

## 近隣の古墳
- 志和地古墳群
- 高崎塚原古墳群